# Dolichomitus bivittatus
Dolichomitus bivittatus là một loài tò vò trong họ Ichneumonidae.